# Sintrale Kommisje Skûtsjesilen

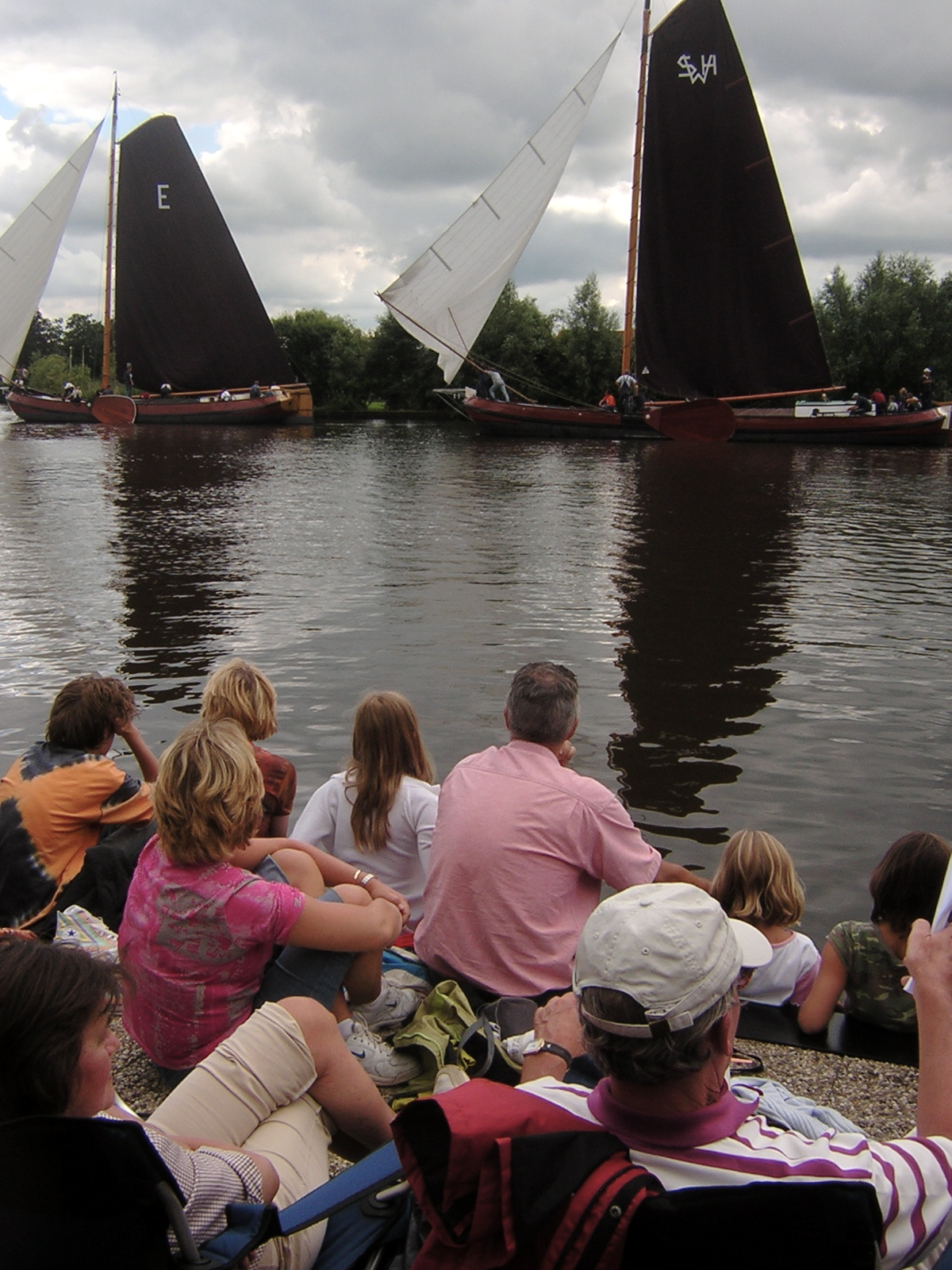
SKS skûtsjesilen in Eernewoude in 2005.

De Sintrale Kommisje Skûtsjesilen ([sɪn’tra:lə ko’mɪsjə/kə’mɪsjə ’skutsjəsilən]) (afgekort SKS, Nederlands: Centrale Commissie Skûtsjezeilen) is in 1945 opgericht als organisatie van de jaarlijkse zeilwedstrijden op de Friese wateren met historische vrachtzeilschepen

## Algemeen
Tot 1945 werd er bij het skûtsjesilen gezeild in diverse watersportplaatsen, maar was er geen overkoepelende organisatie. Daarom is de Sintrale Kommisje Skûtsjesilen (SKS) ontstaan. De SKS heeft in de loop der jaren steeds meer centrale taken gekregen, terwijl de plaatselijke wedstrijden nog steeds worden georganiseerd door lokale wedstrijdcommissies (onder SKS-vlag). De SKS regelt onder meer de jurering tijdens de wedstrijden, de afzetting van het wedstrijdveld, de start en finish (met een startschip) en de meeste contacten met de media. Wijzigingen in het algemeen reglement (onder andere wat betreft de originaliteit van de schepen) hebben de afgelopen jaren nogal eens voor opschudding gezorgd.
De SKS hecht ook aan vaste tradities, zo wordt er in de eerste twee weken van de bouwvakvakantie volgens een vast wedstrijdschema gezeild en vindt er op de vrijdag voorafgaand aan de wedstrijden de loting plaats in Grou voor De Veenhoop en Eernewoude (in verband met aangemeerde start met startnummers). 

## 2025
Sinds 2025 wordt volgens onderstaand schema gezeild, en verving daarmee het schema dat van 2013-2024 werd gevaren.
 Op zondag wordt er niet gezeild. 
Op 30 juli 2025 vond bij de start van het skûtsjesilen tijdens het kampioenschap van de SKS in het Friese Terherne een aanvaring plaats. Daarbij raakten in ieder geval zeven mensen gewond, van wie er vier naar het ziekenhuis moesten. Ook raakten enkele skûtsjes beschadigd. Op 2 augustus 2025 is het skûtsjesilen bij Stavoren niet doorgegaan. De omstandigheden op het IJsselmeer stonden een veilige wedstrijd niet toe. Er was een harde wind en golven waardoor de veiliheid niet gegarandeerd kon worden. Deze wedstrijd werd 7 augustus 2025 ingehaald bij Lemmer. Ook bij Elahuizen ging de wedstrijd op 5 augustus 2025 niet door in verband met te harde wind. In 2025 won Herenveen het Kampioenschap bij de SKS.

## Deelnemers SKS
Sinds 1973 wordt er met een vaste groep van veertien skûtsjes aan het SKS-kampioenschap deelgenomen. Oorspronkelijk met dertien plaatselijke commissie skûtsjes en een privéschip, de d'Halve Maen van Philips Drachten. Tegenwoordig is de d'Halve Maen ook in een stichting ondergebracht. De zeiltekens van de commissies staan vast. De skûtsjes worden van tijd tot tijd vervangen, meestal gaat dit gepaard met een naamswijziging van het schip.
In 2013 kwam er een einde aan de 40-jarige samenwerking tussen stichting Bolswarder Skûtsje en de Familie Meeter (de eigenaren van het skûtsje en houders van de SKS-startlicentie). De familie Meeter vaart vanaf 2014 voor Akkrum.
Voorheen

## SKS-kampioenen

### Commissies
Voor 1956 waren het particuliere schippers die deelnamen aan het skûtsjesilen, vanaf 1956 kwamen er steeds meer plaatselijke commissies die een skûtsje kochten en tegen elkaar in het strijdperk traden. Sommige schippers die eerder als particulier meededen, zeilden vanaf 1956 voor een plaatselijke commissie (o.a. Klaas van der Meulen, Ulbe Zwaga, Jan van Akker en Berend Mink).

## Vleugelklassement
Het Vleugelklassement is de ranglijst van de meest succesvolle schippers aller tijden. Dit klassement is gebaseerd op het aantal eerste, tweede en derde plaatsen dat een schipper heeft behaald tijdens officiële SKS-wedstrijden (kampioenschappen). Een eerste plaats levert drie punten op, een tweede plaats twee punten en een derde plaats één punt. Schippers die geen punten hebben behaald zijn niet opgenomen in dit overzicht.

## Eindklassementen (2000-2025)
N.B. Bolsward t/m 2013, Akkrum vanaf 2014
| jaartal         | 2000 | 2001 | 2002 | 2003 | 2004 | 2005 | 2006 | 2007 | 2008 | 2009 | 2010 | 2011 | 2012 | 2013 | 2014 | 2015 | 2016 | 2017 | 2018 | 2019 | 2022 | 2023 | 2024 | 2025 |
| --------------- | ---- | ---- | ---- | ---- | ---- | ---- | ---- | ---- | ---- | ---- | ---- | ---- | ---- | ---- | ---- | ---- | ---- | ---- | ---- | ---- | ---- | ---- | ---- | ---- |
| Bolsward/Akkrum | 6    | 7    | 4    | 10   | 1    | 5    | 12   | 8    | 5    | 4    | 5    | 5    | 3    | 6    | 6    | 4    | 6    | 4    | 3    | 4    | 12   | 6    | 9    | 6    |
| Drachten        | 13   | 14   | 8    | 3    | 5    | 10   | 10   | 9    | 12   | 9    | 11   | 6    | 8    | 4    | 12   | 13   | 5    | 12   | 10   | 10   | 10   | 12   | 14   | 10   |
| d’Halve Maen    | 9    | 6    | 10   | 5    | 6    | 6    | 4    | 3    | 10   | 8    | 13   | 12   | 6    | 10   | 9    | 12   | 10   | 8    | 9    | 7    | 11   | 11   | 8    | 13   |
| Eernewoude      | 7    | 9    | 9    | 11   | 11   | 11   | 11   | 6    | 7    | 7    | 4    | 8    | 4    | 5    | 3    | 7    | 2    | 6    | 6    | 6    | 6    | 5    | 13   | 5    |
| Grouw           | 1    | 1    | 6    | 6    | 4    | 1    | 3    | 4    | 3    | 1    | 6    | 2    | 2    | 2    | 1    | 3    | 3    | 1    | 1    | 1    | 2    | 1    | 1    | 4    |
| Heerenveen      | 5    | 10   | 3    | 8    | 2    | 4    | 1    | 2    | 1    | 2    | 1    | 3    | 9    | 8    | 14   | 9    | 11   | 2    | 2    | 2    | 4    | 3    | 2    | 1    |
| Huizum          | 12   | 12   | 11   | 14   | 14   | 14   | 14   | 12   | 14   | 13   | 14   | 14   | 14   | 14   | 13   | 14   | 14   | 7    | 7    | 5    | 7    | 7    | 7    | 11   |
| Joure           | 11   | 3    | disq | 12   | 7    | 7    | 6    | 11   | 4    | 6    | 2    | 4    | 5    | 3    | 5    | 1    | 6    | disq | 11   | 9    | 8    | 8    | 6    | 3    |
| Langweer        | 10   | 8    | 7    | 7    | 12   | 13   | 9    | 7    | 11   | 14   | 12   | 10   | 13   | 9    | 8    | 2    | 9    | 13   | 14   | 14   | 3    | 10   | 12   | 9    |
| Leeuwarden      | 3    | 4    | disq | 9    | 13   | 12   | 7    | 14   | 9    | 11   | 8    | 13   | 11   | 11   | 10   | 10   | 12   | 11   | 5    | 8    | 5    | 4    | 3    | 2    |
| Lemmer          | 2    | 11   | 2    | 2    | 8    | 2    | 8    | 5    | 6    | 5    | 9    | 11   | 7    | 7    | 4    | 8    | 4    | 5    | 4    | 3    | 1    | 2    | 4    | 7    |
| Sneek           | 4    | 2    | 1    | 1    | 3    | 3    | 2    | 1    | 2    | 3    | 3    | 1    | 1    | 1    | 2    | 6    | 1    | 3    | 12   | 12   | 8    | 9    | 5    | 14   |
| Zuidwesthoek    | 14   | 13   | 12   | 13   | 10   | 9    | 13   | 13   | 13   | 12   | 10   | 7    | 12   | 13   | 7    | 11   | 8    | 9    | 8    | 11   | 13   | 14   | 11   | 8    |
| Woudsend        | 8    | 5    | 5    | 4    | 9    | 8    | 5    | 10   | 8    | 10   | 7    | 9    | 10   | 12   | 11   | 5    | 13   | 10   | 13   | 13   | 14   | 13   | 10   | 12   |

- In 2002 zijn Joure en Leeuwarden gediskwalificeerd wegens overtreding van het wedstrijd- en originaliteitsklassement (Formule 2000).
- In verband met de zeilformule heeft Langweer in 2017 de wedstrijd bij Stavoren verlaten en verder in dat jaar niet meer deelgenomen aan de competitie.
- In 2017 is het skûtsje van Joure (na 2 wedstrijden) uitgesloten van de overige wedstrijden, omdat het mastbeslag niet voldeed aan de eisen van het Originaliteitsreglement.
- In 2018 wint Grouw pas op de finishlijn van de laatste wedstrijd in Sneek.De twee commentatoren hadden vlak ervoor Heerenveen al gehuldigd als winnaar.[12]
- In 2020 en 2021 is het skûtsjesilen niet doorgegaan als gevolg van de coronamaatregelen.